# Preben Elkjær Larsen
Preben Elkjær Larsen (ur. 11 września 1957 w Kopenhadze) – duński piłkarz, występujący na pozycji napastnika.
Swoją piłkarską karierę Elkjær Larsen rozpoczął w duńskim klubie z miasta Vanløse w roku 1976, w którym występował jedynie przez jeden sezon, rozgrywając 15 meczów i zdobywając 7 bramek. Następnie podpisał kontrakt z niemieckim klubem z Bundesligi 1. FC Köln. 22 czerwca 1977 zadebiutował w reprezentacji Danii w domowym meczu przeciwko Finlandii, w którym zdobył 2 gole i przyczynił się do wygranej Duńczyków 2:1. Nieco później Elkjær Larsen przeniósł się do belgijskiego klubu KSC Lokeren. W tym zespole występował najdłużej w całej swojej karierze, bo przez 5 lat (od lutego 1978).
Od 1984 do 1988 Elkjær Larsen był zawodnikiem włoskiego Hellas Werona, z którym zdobył w 1985 roku mistrzostwo Włoch, czyli scudetto. W 1984 roku wystąpił na mistrzostwach Europy, na których zdobył 2 gole. Reprezentacja Danii zaprezentowała się dobrze, jednak odpadła w półfinale po rzutach karnych z Hiszpanią – to właśnie Elkjær spudłował jako jedyny swojego karnego. Grał również na Mistrzostwach Świata w 1986, na których Dania zadziwiła wszystkich zaskakująco dobrymi wynikami w fazie grupowej, jednak już w 1/8 finału została upokorzona przez Hiszpanię, przegrywając 1:5. Larsen został wybrany trzecim najlepszym graczem turnieju. W 1988 roku zagrał w reprezentacji po raz ostatni, kiedy to 14 czerwca Duńczycy przegrali z RFN 0:2. Dla Danii rozegrał ogółem 69 meczów i zdobył 38 bramek. Elkjær Larsen zakończył karierę w duńskim klubie Vejle BK, w którym grał od 1988 do 1990 roku. Obecnie zajmuje się komentowaniem meczów dla duńskiej TV3+ wraz z Peterem Schmeichelem i Brianem Laudrupem.